# Forêt d'Écouen
La forêt d'Écouen est un massif forestier de 105 hectares situé à Écouen, dans le Val-d'Oise, à 15 km au nord de Paris. C'est l'écrin du château d'Écouen, musée national de la Renaissance depuis 1977.

## Géographie physique
La forêt est située sur les versants ouest et sud-ouest d'une petite butte-témoin dominant la plaine de France. À son sommet se trouve le château d'Écouen, et, de l'autre côté, en bas, la gare d'Écouen - Ézanville.

## Géographie administrative
Le massif d'Écouen est entièrement situé sur le territoire de la commune du même nom, et coiffe le nord de la commune de Sarcelles ; son prolongement est situé sur le territoire de la commune de Villiers-le-Bel dit bois du Mont Griffart. À l'ouest s'étend le bois du Luat créant une continuité boisée allant jusqu'aux contreforts du massif forestier de Montmorency. On peut voir, à hauteur de la zone d'activités de Piscop la route qui sépare les forêts d'Écouen et de Montmorency.

## Composition de la forêt
La forêt est composée majoritairement de chênes (60 %), de châtaigniers, et de divers autres feuillus.

## Histoire

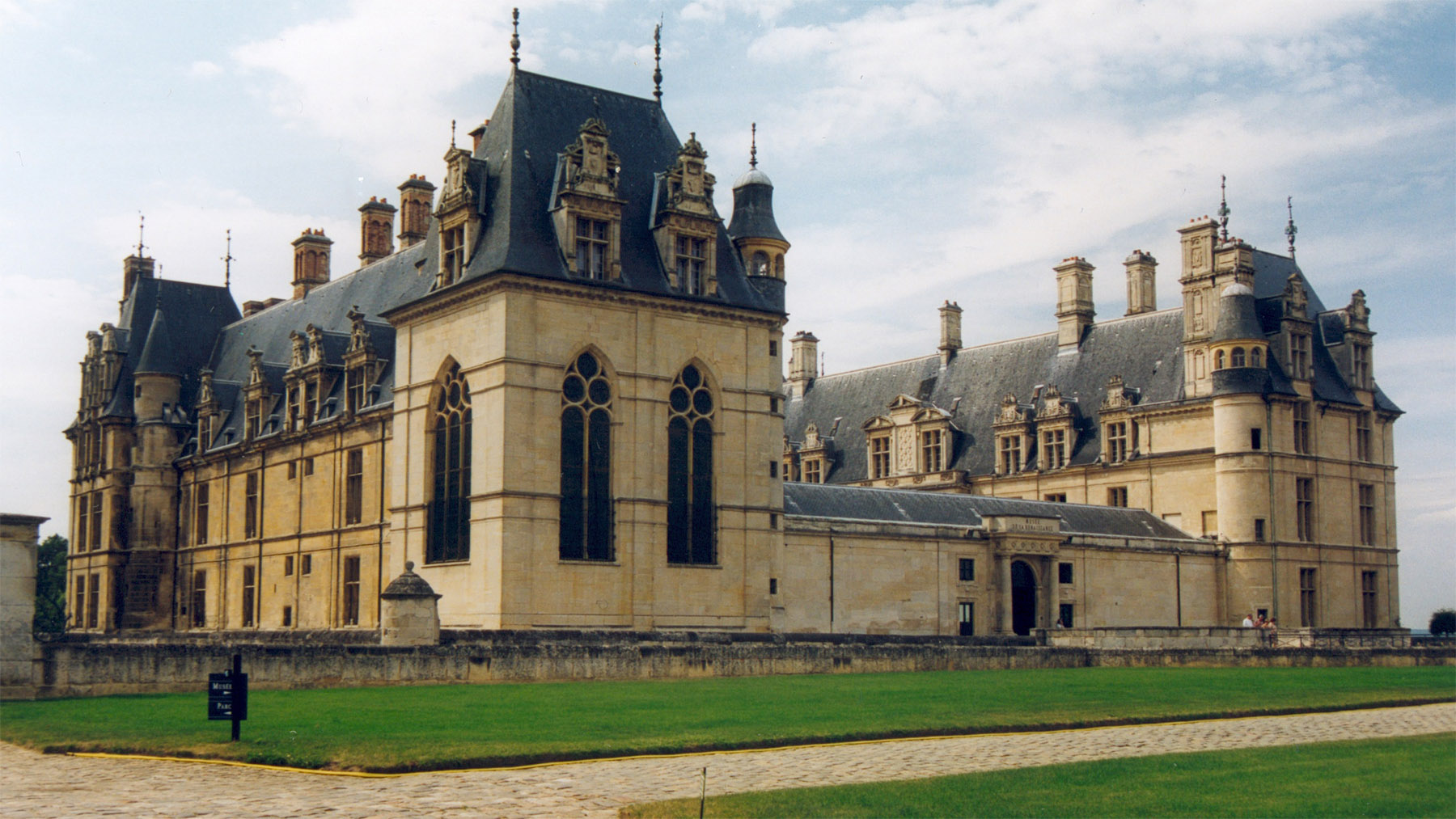
Le château d'Écouen.

L'histoire de ce petit massif est indissociable de celle du château. Domaine pour la vénerie, devenu bien national à la Révolution, la forêt est affectée à la Grande Chancellerie de l'Ordre national de la Légion d'honneur par deux décrets de 1806 et 1807. Napoléon avait en effet décidé de faire du château d'Écouen la maison d'éducation des jeunes filles de la Légion d'honneur.
Le massif est amputé de trois hectares pour la construction du fort d'Écouen en 1875, ouvrage défensif construit à la suite de la défaite de 1870.
Fin 2010, tandis que les trois massifs forestiers de Montmorency, L'Isle-Adam et Carnelle font l'objet d'une étude pour un potentiel classement en forêt de protection, un conseiller municipal vert de Domont estime que la forêt d'Écouen pourrait bénéficier du même classement, ce massif étant, selon lui, le plus menacé.
Le domaine du château d'Écouen est classé monument historique depuis juillet 2007.

## Administration
La forêt d'Écouen est toujours la propriété de la Chancellerie de la Légion d'honneur. La gestion et l'aménagement de la forêt est assuré par l'Agence des espaces verts de la région d'Île-de-France, son entretien, sa présevation et son exploitation par l'ONF. Le financement est assuré par le département du Val-d'Oise ainsi que la région.